# 華楽街道
華楽街道（からくがいどう）は、広州市越秀区の街道。現行行政地名は華楽街道青菜崗社区、華楽街道淘金社区などの社区10個がある。

## 地理
広州市越秀区の中北部に位置している。

## 行政区画
10街道を管轄する。

## 施設

### 交通
・地下鉄の駅：